# Llista d'asteroides/159401-159500
| Nom          | Designació provisional | Data de descobriment   | Lloc de descobriment | Descobridor/s        |
| ------------ | ---------------------- | ---------------------- | -------------------- | -------------------- |
| 159401 -     | 1998 VM22              | 10 de novembre de 1998 | Socorro              | LINEAR               |
| 159402 -     | 1999 AP10              | 14 de gener de 1999    | Socorro              | LINEAR               |
| 159403 -     | 1999 CN141             | 10 de febrer de 1999   | Kitt Peak            | Spacewatch           |
| 159404 -     | 1999 FX34              | 19 de març de 1999     | Socorro              | LINEAR               |
| 159405 -     | 1999 JG110             | 13 de maig de 1999     | Socorro              | LINEAR               |
| 159406 -     | 1999 KO                | 16 de maig de 1999     | Catalina             | CSS                  |
| 159407 -     | 1999 NW51              | 12 de juliol de 1999   | Socorro              | LINEAR               |
| 159408 -     | 1999 NU53              | 12 de juliol de 1999   | Socorro              | LINEAR               |
| 159409 Ratte | 1999 OJ                | 16 de juliol de 1999   | Pises                | Pises                |
| 159410 -     | 1999 RU122             | 9 de setembre de 1999  | Socorro              | LINEAR               |
| 159411 -     | 1999 RG126             | 9 de setembre de 1999  | Socorro              | LINEAR               |
| 159412 -     | 1999 RZ133             | 9 de setembre de 1999  | Socorro              | LINEAR               |
| 159413 -     | 1999 RS145             | 9 de setembre de 1999  | Socorro              | LINEAR               |
| 159414 -     | 1999 RN178             | 9 de setembre de 1999  | Socorro              | LINEAR               |
| 159415 -     | 1999 RL189             | 9 de setembre de 1999  | Socorro              | LINEAR               |
| 159416 -     | 1999 RV201             | 8 de setembre de 1999  | Socorro              | LINEAR               |
| 159417 -     | 1999 RM232             | 9 de setembre de 1999  | Anderson Mesa        | LONEOS               |
| 159418 -     | 1999 RD233             | 8 de setembre de 1999  | Anderson Mesa        | LONEOS               |
| 159419 -     | 1999 SQ6               | 30 de setembre de 1999 | Socorro              | LINEAR               |
| 159420 -     | 1999 SN14              | 30 de setembre de 1999 | Catalina             | CSS                  |
| 159421 -     | 1999 TN10              | 8 d'octubre de 1999    | San Marcello         | L. Tesi, M. Tombelli |
| 159422 -     | 1999 TL34              | 3 d'octubre de 1999    | Catalina             | CSS                  |
| 159423 -     | 1999 TQ75              | 10 d'octubre de 1999   | Kitt Peak            | Spacewatch           |
| 159424 -     | 1999 TD97              | 2 d'octubre de 1999    | Socorro              | LINEAR               |
| 159425 -     | 1999 TY151             | 7 d'octubre de 1999    | Socorro              | LINEAR               |
| 159426 -     | 1999 TJ265             | 3 d'octubre de 1999    | Socorro              | LINEAR               |
| 159427 -     | 1999 TG268             | 3 d'octubre de 1999    | Socorro              | LINEAR               |
| 159428 -     | 1999 UH4               | 31 d'octubre de 1999   | Oaxaca               | J. M. Roe            |
| 159429 -     | 1999 UM20              | 31 d'octubre de 1999   | Kitt Peak            | Spacewatch           |
| 159430 -     | 1999 UL50              | 30 d'octubre de 1999   | Catalina             | CSS                  |
| 159431 -     | 1999 VT18              | 2 de novembre de 1999  | Kitt Peak            | Spacewatch           |
| 159432 -     | 1999 VW18              | 2 de novembre de 1999  | Kitt Peak            | Spacewatch           |
| 159433 -     | 1999 VO93              | 9 de novembre de 1999  | Socorro              | LINEAR               |
| 159434 -     | 1999 VQ94              | 9 de novembre de 1999  | Socorro              | LINEAR               |
| 159435 -     | 1999 VJ178             | 6 de novembre de 1999  | Socorro              | LINEAR               |
| 159436 -     | 1999 VS178             | 6 de novembre de 1999  | Socorro              | LINEAR               |
| 159437 -     | 1999 VS208             | 11 de novembre de 1999 | Kitt Peak            | Spacewatch           |
| 159438 -     | 1999 XM3               | 4 de desembre de 1999  | Catalina             | CSS                  |
| 159439 -     | 1999 XR12              | 5 de desembre de 1999  | Socorro              | LINEAR               |
| 159440 -     | 1999 XL62              | 7 de desembre de 1999  | Socorro              | LINEAR               |
| 159441 -     | 1999 XZ88              | 7 de desembre de 1999  | Socorro              | LINEAR               |
| 159442 -     | 1999 XY152             | 7 de desembre de 1999  | Socorro              | LINEAR               |
| 159443 -     | 1999 XD171             | 10 de desembre de 1999 | Socorro              | LINEAR               |
| 159444 -     | 1999 XN209             | 13 de desembre de 1999 | Socorro              | LINEAR               |
| 159445 -     | 2000 AA25              | 3 de gener de 2000     | Socorro              | LINEAR               |
| 159446 -     | 2000 AF83              | 5 de gener de 2000     | Socorro              | LINEAR               |
| 159447 -     | 2000 AT107             | 5 de gener de 2000     | Socorro              | LINEAR               |
| 159448 -     | 2000 AH199             | 9 de gener de 2000     | Socorro              | LINEAR               |
| 159449 -     | 2000 AD224             | 10 de gener de 2000    | Kitt Peak            | Spacewatch           |
| 159450 -     | 2000 BK33              | 30 de gener de 2000    | Kitt Peak            | Spacewatch           |
| 159451 -     | 2000 BB38              | 28 de gener de 2000    | Kitt Peak            | Spacewatch           |
| 159452 -     | 2000 BC38              | 28 de gener de 2000    | Kitt Peak            | Spacewatch           |
| 159453 -     | 2000 BH44              | 28 de gener de 2000    | Kitt Peak            | Spacewatch           |
| 159454 -     | 2000 DJ8               | 26 de febrer de 2000   | Socorro              | LINEAR               |
| 159455 -     | 2000 DD32              | 29 de febrer de 2000   | Socorro              | LINEAR               |
| 159456 -     | 2000 ER131             | 11 de març de 2000     | Anderson Mesa        | LONEOS               |
| 159457 -     | 2000 JP38              | 7 de maig de 2000      | Socorro              | LINEAR               |
| 159458 -     | 2000 JW83              | 5 de maig de 2000      | Socorro              | LINEAR               |
| 159459 -     | 2000 KB                | 22 de maig de 2000     | Anderson Mesa        | LONEOS               |
| 159460 -     | 2000 KP66              | 28 de maig de 2000     | Anderson Mesa        | LONEOS               |
| 159461 -     | 2000 OR                | 23 de juliol de 2000   | Reedy Creek          | J. Broughton         |
| 159462 -     | 2000 OO3               | 24 de juliol de 2000   | Socorro              | LINEAR               |
| 159463 -     | 2000 PM7               | 2 d'agost de 2000      | Socorro              | LINEAR               |
| 159464 -     | 2000 PP23              | 2 d'agost de 2000      | Socorro              | LINEAR               |
| 159465 -     | 2000 QJ2               | 24 d'agost de 2000     | Socorro              | LINEAR               |
| 159466 -     | 2000 QB10              | 24 d'agost de 2000     | Socorro              | LINEAR               |
| 159467 -     | 2000 QK25              | 26 d'agost de 2000     | Socorro              | LINEAR               |
| 159468 -     | 2000 QG107             | 29 d'agost de 2000     | Socorro              | LINEAR               |
| 159469 -     | 2000 QZ117             | 25 d'agost de 2000     | Socorro              | LINEAR               |
| 159470 -     | 2000 QW119             | 25 d'agost de 2000     | Socorro              | LINEAR               |
| 159471 -     | 2000 QH122             | 25 d'agost de 2000     | Socorro              | LINEAR               |
| 159472 -     | 2000 QA176             | 31 d'agost de 2000     | Socorro              | LINEAR               |
| 159473 -     | 2000 RB                | 1 de setembre de 2000  | Socorro              | LINEAR               |
| 159474 -     | 2000 RU3               | 1 de setembre de 2000  | Socorro              | LINEAR               |
| 159475 -     | 2000 RU67              | 1 de setembre de 2000  | Socorro              | LINEAR               |
| 159476 -     | 2000 RH79              | 9 de setembre de 2000  | Socorro              | LINEAR               |
| 159477 -     | 2000 SE                | 17 de setembre de 2000 | Socorro              | LINEAR               |
| 159478 -     | 2000 SZ17              | 23 de setembre de 2000 | Socorro              | LINEAR               |
| 159479 -     | 2000 SY33              | 24 de setembre de 2000 | Socorro              | LINEAR               |
| 159480 -     | 2000 SR66              | 24 de setembre de 2000 | Socorro              | LINEAR               |
| 159481 -     | 2000 SX147             | 24 de setembre de 2000 | Socorro              | LINEAR               |
| 159482 -     | 2000 SF166             | 23 de setembre de 2000 | Socorro              | LINEAR               |
| 159483 -     | 2000 SO170             | 24 de setembre de 2000 | Socorro              | LINEAR               |
| 159484 -     | 2000 SS232             | 30 de setembre de 2000 | Socorro              | LINEAR               |
| 159485 -     | 2000 SX238             | 26 de setembre de 2000 | Socorro              | LINEAR               |
| 159486 -     | 2000 SY252             | 24 de setembre de 2000 | Socorro              | LINEAR               |
| 159487 -     | 2000 SD304             | 30 de setembre de 2000 | Socorro              | LINEAR               |
| 159488 -     | 2000 SB306             | 30 de setembre de 2000 | Socorro              | LINEAR               |
| 159489 -     | 2000 SJ334             | 26 de setembre de 2000 | Haleakala            | NEAT                 |
| 159490 -     | 2000 TM29              | 3 d'octubre de 2000    | Socorro              | LINEAR               |
| 159491 -     | 2000 TZ29              | 4 d'octubre de 2000    | Socorro              | LINEAR               |
| 159492 -     | 2000 TN43              | 1 d'octubre de 2000    | Socorro              | LINEAR               |
| 159493 -     | 2000 UA                | 17 d'octubre de 2000   | Socorro              | LINEAR               |
| 159494 -     | 2000 UT10              | 24 d'octubre de 2000   | Socorro              | LINEAR               |
| 159495 -     | 2000 UV16              | 30 d'octubre de 2000   | Socorro              | LINEAR               |
| 159496 -     | 2000 UV17              | 24 d'octubre de 2000   | Socorro              | LINEAR               |
| 159497 -     | 2000 UV23              | 24 d'octubre de 2000   | Socorro              | LINEAR               |
| 159498 -     | 2000 UJ26              | 24 d'octubre de 2000   | Socorro              | LINEAR               |
| 159499 -     | 2000 UH38              | 24 d'octubre de 2000   | Socorro              | LINEAR               |
| 159500 -     | 2000 UR46              | 24 d'octubre de 2000   | Socorro              | LINEAR               |